# Округ Гвинет (Џорџија)
Гвинет (енгл. Gwinnett County) је округ у америчкој савезној држави Џорџија.

## Демографија
По попису из 2010. године број становника је 805.321, што је 216.873 (36,9%) становника више него 2000. године.
| Група             | 2000.           | 2010.           |
| Белци             | 394.164 (67,0%) | 354.316 (44,0%) |
| Афроамериканци    | 78.224 (13,3%)  | 190.167 (23,6%) |
| Азијати           | 42.360 (7,2%)   | 85.292 (10,6%)  |
| Хиспаноамериканци | 64.137 (10,9%)  | 162.035 (20,1%) |
| Укупно            | 588.448         | 805.321         |